# Бад-Баєрзоєн
Бад-Баєрзоєн (нім. Bad Bayersoien) — громада в Німеччині, розташована в землі Баварія. Підпорядковується адміністративному округу Верхня Баварія. Входить до складу району Гарміш-Партенкірхен. Складова частина об'єднання громад Заульгруб.
Площа — 17,65 км2. Населення становить 1236 ос. (станом на 31 грудня 2020).

## Галерея

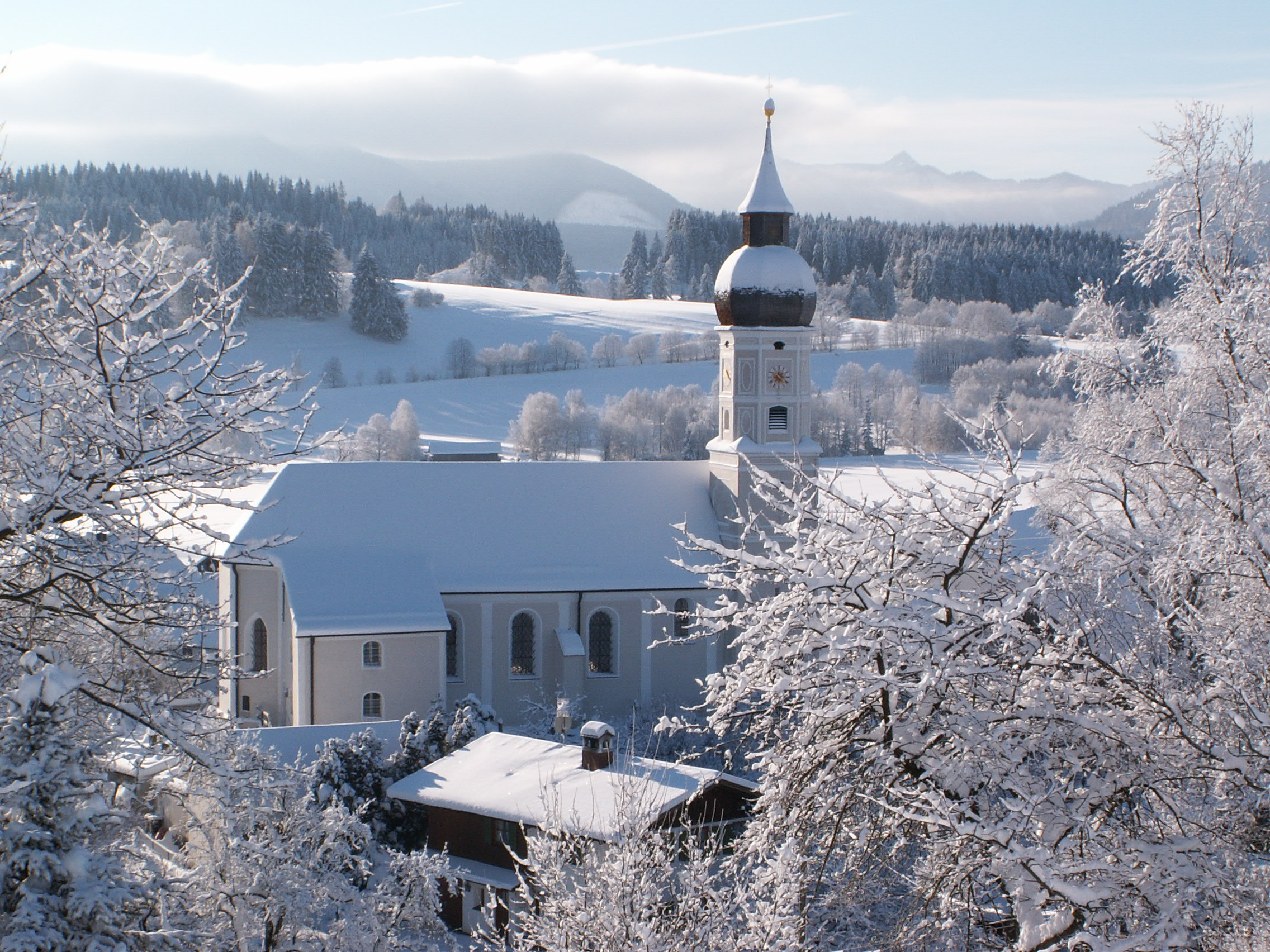